# Poolbeteiligung
Poolbeteiligung ist eine in deutschen Krankenhäusern übliche Bezeichnung für die Beteiligung der nachgeordneten ärztlichen Mitarbeiter (Ober- und Assistenzärzte) an den Einnahmen ihres Chefarztes aus seiner Liquidation bei den Privatpatienten. 
Da die Privatversicherten und die Selbstzahler im Krankenhaus nicht ausschließlich vom liquidierenden Chefarzt selbst behandelt werden, sondern auch von seinen Mitarbeitern, ist eine solche Poolbeteiligung standesrechtlich geboten (§ 29 Abs. 3 Muster-Berufsordnung). In neuen Chefarztverträgen wird dem Chefarzt allerdings oft kein eigenes Liquidationsrecht mehr zugestanden; stattdessen liquidiert das Krankenhaus bei den Privatpatienten (und beteiligt ihn eventuell prozentual). In solchen Fällen ist ein Mitarbeiterpool nicht vorgeschrieben.
Poolbeteiligungen sind in den Krankenhausgesetzen einiger Bundesländer (Baden-Württemberg, Hessen, Mecklenburg-Vorpommern, Rheinland-Pfalz, Sachsen) auch gesetzlich vorgeschrieben, falls der Chefarzt ein persönliches Liquidationsrecht hat. In weiteren Bundesländern gibt es zum Teil ähnliche Regelungen, die nur für die Universitätskrankenhäuser gelten. Die Höhe der Beteiligung jedes Arztes soll seiner "Leistung, Befähigung und Verantwortung angemessen" sein und durch einen Verteilungsausschuss festgelegt werden. Die Ländergesetze sind sehr unterschiedlich ausgestaltet, beispielsweise in der Frage, ob auch die Zahlungen von ambulanten Privatpatienten in den Pool eingehen sollen. Die Landeskrankenhausgesetze gelten nur für die staatlich geförderten Krankenhäuser in den jeweiligen Krankenhausplänen, also nicht für Reha-Kliniken, Privatkliniken etc. Auch die Krankenhäuser in kirchlicher Trägerschaft sind von den gesetzlichen Regelungen ausgenommen.
Die Gesetze binden zwar den Krankenhausträger, geben den Mitarbeitern aber keine direkt einklagbaren Rechte, sie heben insbesondere anderslautende Regelungen in den konkreten Chefarzt-Arbeitsverträgen nicht auf. Auch im Arbeitsvertrag des Chefarztes gesicherte Poolbeteiligungen können von den Berechtigten in der Regel nicht gegen den Chefarzt eingeklagt, sondern höchstens auf arbeitsrechtlichem Weg gegen das Krankenhaus durchgesetzt werden.
Wenn die Verteilungsregeln vom Krankenhausträger vorgegeben oder in den individuellen Chefarztverträgen geregelt sind, können sie nach dem Betriebsverfassungsgesetz mitbestimmungspflichtig sein.
Unabhängig vom Standesrecht, von Krankenhausgesetzen und vom Chefarztvertrag sind jederzeit freiwillige privatrechtliche Vereinbarungen des Chefarztes mit seinen Mitarbeitern über Poolzahlungen möglich. Eine vertragliche Bindung kann auch durch konkludentes Verhalten, beispielsweise die fortlaufende Zahlung gleichförmiger Beträge an festen Terminen, entstehen und würde dann zu einer arbeitsrechtlichen Klagemöglichkeit der nachgeordneten Ärzte gegen den Chefarzt führen.
Die Höhe der Poolbeteiligungen schwankt Schätzungen zufolge zwischen 0 und über 10.000 Euro pro Jahr. Ober- und Fachärzte erhalten in der Regel deutlich höhere Beträge als Assistenten.
Die Poolgelder sind steuerlich Einkünfte aus nichtselbstständiger Arbeit.